# Rafael Pereira da Silva
Rafael Pereira da Silva (n. 9 iulie 1990, Petrópolis, Rio de Janeiro, Brazilia), cunoscut ca Rafael este un fotbalist brazilian retras din activitate care a jucat ultima dată pentru clubul Botafogo din Campeonato Brasileiro Série A. În mod normal, juca pe postul de fundaș dreapta, dar a fost folosit și ca mijlocaș. El și fratele său geamăn, Fabio, și-au început cariera la Fluminense înainte de a se alătura echipei Manchester United în ianuarie 2008. După șapte ani petrecuți în Anglia, care au inclus trei titluri de Premier League, Rafael s-a alăturat echipei Lyon în august 2015 pentru o sumă de până la 2,5 milioane de lire sterline.
Rafael are două selecții pentru Brazilia, debutând într-o victorie cu 3-1 împotriva Danemarcei pe 26 mai 2012. De asemenea, a jucat pentru Brazilia la categoriile sub 17 ani și a făcut parte din echipa sub 23 de ani care a câștigat medalia de argint la Jocurile Olimpice de vară din 2012. El mai are un frate geamăn, Fábio.

## Statistici carieră
La 11 august 2017.
| Club              | Sezon         | Ligă    | Ligă   | Cupă    | Cupă   | Cupa Ligii | Cupa Ligii | Europe  | Europe | Altele  | Altele | Total   | Total  |
| Club              | Sezon         | Meciuri | Goluri | Meciuri | Goluri | Meciuri    | Goluri     | Meciuri | Goluri | Meciuri | Goluri | Meciuri | Goluri |
| ----------------- | ------------- | ------- | ------ | ------- | ------ | ---------- | ---------- | ------- | ------ | ------- | ------ | ------- | ------ |
| Manchester United | 2008–09       | 16      | 1      | 2       | 0      | 5          | 0          | 4       | 0      | 1       | 0      | 28      | 1      |
| Manchester United | 2009–10       | 8       | 1      | 0       | 0      | 4          | 0          | 4       | 0      | 0       | 0      | 16      | 1      |
| Manchester United | 2010–11       | 16      | 0      | 3       | 0      | 2          | 0          | 7       | 0      | 0       | 0      | 28      | 0      |
| Manchester United | 2011–12       | 12      | 0      | 1       | 0      | 1          | 0          | 3       | 0      | 1       | 0      | 18      | 0      |
| Manchester United | 2012–13       | 28      | 3      | 4       | 0      | 1          | 0          | 7       | 0      | —       | —      | 40      | 3      |
| Manchester United | 2013–14       | 19      | 0      | 0       | 0      | 5          | 0          | 3       | 0      | 1       | 0      | 28      | 0      |
| Manchester United | 2014–15       | 10      | 0      | 1       | 0      | 0          | 0          | 0       | 0      | —       | —      | 11      | 0      |
| Manchester United | Total         | 109     | 5      | 11      | 0      | 18         | 0          | 28      | 0      | 3       | 0      | 169     | 5      |
| Lyon              | 2015–16       | 21      | 1      | 1       | 0      | 0          | 0          | 5       | 0      | 0       | 0      | 27      | 1      |
| Lyon              | 2016–17       | 27      | 0      | 2       | 0      | 0          | 0          | 11      | 0      | 1       | 0      | 36      | 0      |
| Lyon              | 2017–18       | 2       | 0      | 0       | 0      | 0          | 0          | 0       | 0      | —       | —      | 2       | 0      |
| Lyon              | Total         | 50      | 1      | 3       | 0      | 0          | 0          | 16      | 0      | 1       | 0      | 65      | 1      |
| Total carieră     | Total carieră | 159     | 6      | 14      | 0      | 18         | 0          | 44      | 0      | 4       | 0      | 239     | 6      |

## Palmares

### Club
Manchester United
- Premier League (3): 2008–09, 2010–11, 2012–13
- Football League Cup (1): 2009–10
- FA Community Shield (3): 2008, 2011, 2013
- Campionatul Mondial al Cluburilor FIFA (1): 2008

### Internațional
Brazilia
- South American Under-17 Football Championship (1): 2007
- Olympic Silver Medal (1): 2012